# 인도 최고재판소

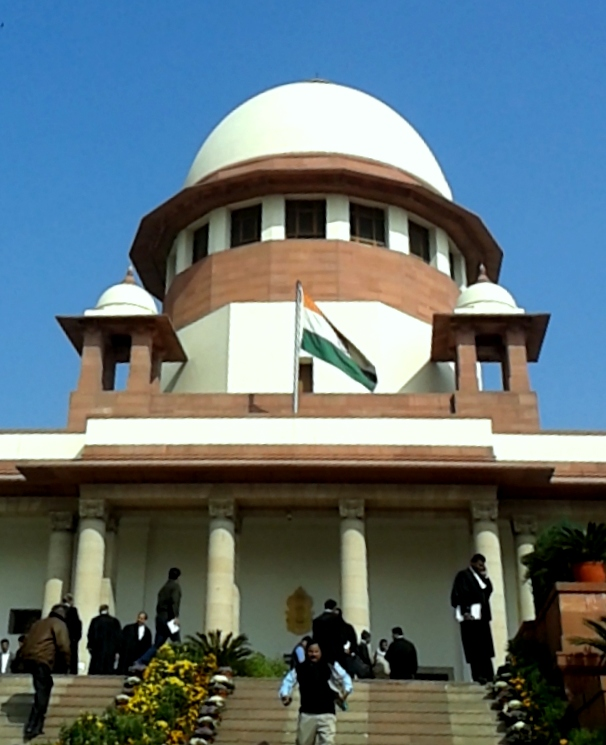

인도 최고재판소(Supreme Court of India, ISO: Bhārata kā Sarvōcca Nyāyālaya)은 인도 공화국의 최고 사법 기관이자 최고 법원이다. 인도의 모든 민사 및 형사 사건에 대한 최종 항소 법원이다. 사법심사권도 갖는다. 인도 대법원장과 최대 33명의 동료 판사로 구성된 최고재판소는 원심, 항소 및 자문 관할권의 형태로 광범위한 권한을 갖는다.
최고 헌법재판소로서 주로 여러 주와 재판소의 고등법원 판결에 대한 항소를 담당한다. 자문법원으로서 인도 대통령이 회부한 문제를 심리한다. 사법 심사에서 법원은 기본 구조 원칙을 위반하는 헌법 개정안과 일반 법률을 모두 무효화한다. 국민의 기본권을 보호하고, 중앙정부와 각 주정부 간의 법적 분쟁을 해결하기 위해 필요하다.
그 결정은 인도의 다른 법원은 물론 연방 및 주 정부에도 구속력을 갖는다. 헌법 제142조에 따르면, 법원은 완전한 정의를 위해 필요하다고 판단되는 명령을 통과시킬 수 있는 고유한 관할권을 부여받으며, 이는 대통령이 집행하도록 구속력을 갖는다. 최고재판소는 인도가 공화국으로 선포된 지 이틀 후인 1950년 1월 28일 이후 최고 항소 법원으로 추밀원 사법위원회를 대체했다.
인도 헌법에 따라 조치를 개시하고 국내 모든 법원에 대한 항소 관할권을 행사할 수 있는 광범위한 권한과 함께 헌법 수정안을 검토하는 중추적인 능력을 부여받아 국가의 법적 환경에서 중요한 역할을 강조하는 인도 최고재판소는 광범위한 활동을 펼치고 있다. 세계에서 가장 강력한 최고재판소 중 하나로 인정받고 있다.